# Стив Сандвос
Стив Сандвос (енгл. Steve Sandvoss; Њујорк, САД, 23. јун 1980) је амерички глумац.
Његова прва филмска улога је била у филму Latter Days, где је играо Арона Дејвиса. Након тога играо је у још неколико филмова, као и у телевизијским серијама, укључујући Увод у анатомију, Режи ме, Заборављени случај и друге.